# Suwałki (comune rurale)
Suwałki è un comune rurale polacco del distretto di Suwałki, nel voivodato della Podlachia.
Ricopre una superficie di 264,82 km² e nel 2004 contava 6 371 abitanti.
Il capoluogo è Suwałki, che non fa parte del territorio ma costituisce un comune a sé.